# Havenellike
Havenellike (Dianthus caryophyllus) er en art af nellikeslægten. Den er formentlig hjemmehørende i Middelhavsområdet, men dens nøjagtige rækkevidde er ukendt på grund af omfattende dyrkning i de sidste 2000 år.
Det er en staude, som vokser til at blive omkring 80 cm høj. Bladene er grågrønne til blågrønne, slanke og op til 15 cm lange. Blomsterne er placeret enkeltvis, eller op til fem sammen i en kvast; de er 3–5 cm i diameter og sødt duftende. Den oprindelige naturlige blomsterfarve er lys rosa-lilla, men kultivarer af andre farver, herunder rød, hvid, gul og grøn, er blevet udviklet.
Havenelliken kræver ligesom andre nelliker veldrænet let basisk jord og fuld sol. Talrige sorter af havenelliker bliver anvendt som haveplanter.

## Farver
Nelliker producerer ikke naturligt pigmentet delphinidin, hvilket gør at en blå nellike ikke kan forekomme ved naturlig selektion eller skabes ved traditionel planteforædling. Den deler denne egenskab med andre blomster såsom roser, liljer, tulipaner, krysantemum og gerbera.
I år 1996 brugte selskabet Florigene gensplejsning til at udtrække visse gener fra petunia og løvemundsblomster til at producere en blå-lilla nellike, der blev kommercialiseret under navnet Månestøv. I 1998 blev en violet nellike kaldet Måneskygge kommercialiseret. i 2004 blev tre ekstra blåviolette/lilla sorter kommercialiseret.

## Symbolisme
Havenelliken er nationalblomst i Spanien, Monaco og Slovenien. Nationalblomsten i staten Ohio er en rød havenellike. I Portugal repræsenterer lyserøde havenelliker statskuppet i 1974, der sluttede Estado Novo-regimet.